# Guichainville
Guichainville – miejscowość i gmina we Francji, w regionie Normandia, w departamencie Eure.
Według danych na rok 2009 gminę zamieszkiwało 2462 osób. Wśród 1421 gmin Górnej Normandii Guichainville plasuje się na 128. miejscu pod względem powierzchni.